# Основной цифровой канал
Основной цифровой канал

## Скорость передачи

Принцип формирования основного цифрового канала (ИКМ нулевого уровня)

Исторически, при переходе от аналогового способа передачи данных к цифровому использовалась аналоговая телефонная сеть, которая оснащалась цифровым оборудованием. Для передачи голоса в цифровом виде необходимо оцифровать аналоговый сигнал. Для того, чтобы аналоговый сигнал при передачи его в цифровом виде можно было восстановить без искажений необходимо, чтобы дискретизация во времени не нарушала границу сформированной по теореме Котельникова: диапазон частот, в который помещается голос человека, составляет 300—3400 Гц, верхняя граница частоты выбрана 4000 Гц. Согласно теореме Котельникова, дискретизировать аналоговый сигнал во времени необходимо с частотой не менее удвоенной верхней частоты, что составляет 4000 × 2 = 8000 Гц. При квантовании решено было использовать 12 разрядный АЦП с 4096 уровнями квантования, за счет компандирования число сократили до 256 разрешенных значений, что соответствует 8 разрядному АЦП. В итоге, скорость передачи данных оцифрованного аналогового сигнала, сформированного голосом человека для телефонной сети составляет: 8000 × 8 = 64 000 бит/с, или 8 бит передаются каждые 125 мкс. Основной цифровой канал принято обозначать как: ОЦК, нулевой уровень, DS-0, T0 (в американской литературе), E0 (в международных обозначениях МСЭ-Т).